# Millington (Míchigan)
Millington es una villa ubicada en el condado de Tuscola en el estado estadounidense de Míchigan. En el Censo de 2010 tenía una población de 1072 habitantes y una densidad poblacional de 306,59 personas por km².

## Geografía
Millington se encuentra ubicada en las coordenadas 43°16′34″N 83°31′35″O / 43.27611, -83.52639. Según la Oficina del Censo de los Estados Unidos, Millington tiene una superficie total de 3.5 km², de la cual 3.49 km² corresponden a tierra firme y (0.15%) 0.01 km² es agua.

## Demografía
Según el censo de 2010, había 1072 personas residiendo en Millington. La densidad de población era de 306,59 hab./km². De los 1072 habitantes, Millington estaba compuesto por el 94.87% blancos, el 1.49% eran afroamericanos, el 0.56% eran amerindios, el 0.56% eran asiáticos, el 0% eran isleños del Pacífico, el 0.93% eran de otras razas y el 1.59% pertenecían a dos o más razas. Del total de la población el 2.52% eran hispanos o latinos de cualquier raza.